# Alfred Leo Abramowicz
Alfred Leo Abramowicz (27 de enero de 1919 - 12 de septiembre de 1999) fue obispo auxiliar católico de la Arquidiócesis de Chicago y obispo de Pesto entre 1968 y 1995. Fue director de la Liga Católica para Asistencia Religiosa a Polonia desde 1960 hasta 1995, relacionándose con organizaciones católicas de Estados Unidos y con mediación entre la Iglesia Católica de Polonia y el sindicato solidaridad polaco.

## Biografía
Nacido en Chicago, Abramowicz asistió al Seminario Preparatorio Arzobispo Quigley y más tarde, a la Universidad de Santa María en el Cielo, dirigida por el rector Reynold Henry Hillenbrand, y ordenándose sacerdote el 1 de mayo de 1943 en Chicago, con 24 años.  Estudió en la Pontificia Universidad Gregoriana en Roma entre 1949 y 1952, obteniendo un grado en Derecho canónico. Después de trabajar en varias parroquias y en el Tribunal Metropolitano de Chicago, fue consagrado como obispo auxiliar de Chicago y, posteriormente, como obispo de Pesto en 1968, donde desarrolló su actividad hasta su jubilación en 1995, a los 75 años.
El obispo Abramowicz era fue amigo personal del papa Juan Pablo II, y arregló los detalles para la visita de entonces Cardenal Karol Wojtyla a los Estados Unidos en 1969.  Por sus trabajos en favor de la libertad de Polonia, Abramowicz fue condecorado con la Orden al Mérito de la República de Polonia.
Tras sufrir de cáncer durante sus últimos tres años de vida, murió el 12 de septiembre de 1999 en Chicago. Está enterrado en el Cementerio Católico de la Resurrección en Justicia en el Condado de Cook en Illinois.
En el 2006, Abramowicz fue acusado en una demanda de ignorar una acusación de abuso sexual contra un sacerdote. El demandante afirmó que había sido abusado sexualmente en varias ocasiones cuando era adolescente por Czeslaw Przybylo, un sacerdote de la parroquia únicos cinco mártires en Chicago durante finales de los años 1980 y principios de los años 1990. Cuando se quejó ante Abramowicz, este desestimó sus afirmaciones y le dijo al muchacho que se confesara. En el 2008 la archidiócesis resolvió la demanda por $1.375 millones de dólares.